# Myrmeleon (Myrmeleon) torquatus
Myrmeleon (Myrmeleon) torquatus is een insect uit de familie van de mierenleeuwen (Myrmeleontidae), die tot de orde netvleugeligen (Neuroptera) behoort. 
Myrmeleon (Myrmeleon) torquatus is voor het eerst wetenschappelijk beschreven door Navás in 1914.